# Jantra (schronisko)
Jantra (bułg. Янтра, także Партизанска песен – Partizanska pesen /Partyzancka Pieśń/) – schronisko turystyczne w Starej Płaninie w Bułgarii.

## Opis i położenie
Znajduje się na granicy między kałoferską i szipczeńską Starą Płaniną w miejscu o nazwie Nowi(ja) Kraczan na wysokości 1170 m n.p.m. Jest to murowany parterowy budynek o pojemności 32 miejsc. Ma dostęp do wody bieżącej, prąd, dysponuje kuchnią turystyczną i jadalnią. Schronisko jest na trasie europejskiego długodystansowego szlaku pieszego E3 ( Kom - Emine).
Sąsiednie obiekty turystyczne:
- fontanna Diado Georgi – 40 min
- geograficzny środek Bułgarii – 1 godz.
- schronisko Uzana – 1,30 godz.
- schronisko Mazałat – 2,15 godz.

Punkty wyjsciowe:
- Jasenowo – 3,30 godz.
- stacja kolejowa Golamo Drjanowo – 3,30 godz.